# Coupe du monde de ski-alpinisme 2020
Navigation
Édition précédente Édition suivante
La 14e édition de la Coupe du monde de ski-alpinisme se déroule entre le 20 décembre 2019 et le 2 avril 2020. La compétition se déroule lors de 5 étapes, la première à Aussois en France, la dernière à Madonna di Campiglio en Italie. Cette dernière étape correspond aux Championnats d'Europe de ski-alpinisme 2020.

## Programme
La quatrième manche à Zhangjiakou est annulée en raison de la pandémie de Covid-19. Une épreuve supplémentaire de Vertical Race est ajoutée à la manche de Berchtesgaden en compensation. Les championnats d'Europe de ski-alpinisme censés accueillir la finale de la Coupe du monde à Madonna di Campiglio sont également annulés en raison de la pandémie.

## Classements
En raison du nombre d'épreuves annulées, seuls le gros globe du classement général et le globe de spécialité de l'individuel sont décernés. Les spécialités de sprint et de vertical race n'ont pas eu d'épreuves suffisantes.

## Calendrier et podiums

### Femmes
| Étape                                       | Lieu                 | Épreuve    | Date             | Vainqueur                                              | Deuxième                                               | Troisième                                              | Leader du classement général |
| ------------------------------------------- | -------------------- | ---------- | ---------------- | ------------------------------------------------------ | ------------------------------------------------------ | ------------------------------------------------------ | ---------------------------- |
| 1                                           | Aussois              | Individuel | 20 décembre 2019 | Axelle Gachet-Mollaret                                 | Marianne Fatton                                        | Giulia Murada                                          | Axelle Gachet-Mollaret       |
| 1                                           | Aussois              | Sprint     | 21 décembre 2019 | Marianne Fatton                                        | Déborah Chiarello                                      | Marianna Jagercikova                                   | Marianne Fatton              |
| 2                                           | La Massana           | Individuel | 25 janvier 2020  | Alba De Silvestro                                      | Marianne Fatton                                        | Axelle Gachet-Mollaret                                 | Marianne Fatton              |
| 2                                           | La Massana           | Vertical   | 26 janvier 2020  | Victoria Kreuzer                                       | Alba De Silvestro                                      | Axelle Gachet-Mollaret                                 | Marianne Fatton              |
| 3                                           | Berchtesgaden        | Vertical   | 7 février 2020   | Victoria Kreuzer                                       | Marianne Fatton                                        | Alba De Silvestro                                      | Marianne Fatton              |
| 3                                           | Berchtesgaden        | Individuel | 8 février 2020   | Alba De Silvestro                                      | Marianne Fatton                                        | Marta Garcia Farrés                                    | Marianne Fatton              |
| 3                                           | Berchtesgaden        | Sprint     | 9 février 2020   | Marianne Fatton                                        | Marianna Jagercikova                                   | Alba De Silvestro                                      | Marianne Fatton              |
| 4                                           | Zhangjiakou          | —          | —                | Épreuves annulées en raison de la pandémie de Covid-19 | Épreuves annulées en raison de la pandémie de Covid-19 | Épreuves annulées en raison de la pandémie de Covid-19 | N/A                          |
| 4                                           | Zhangjiakou          | —          | —                | Épreuves annulées en raison de la pandémie de Covid-19 | Épreuves annulées en raison de la pandémie de Covid-19 | Épreuves annulées en raison de la pandémie de Covid-19 | N/A                          |
| Championnats d'Europe de ski-alpinisme 2020 |                      |            |                  |                                                        |                                                        |                                                        |                              |
| ChE                                         | Madonna di Campiglio | —          | —                | Épreuves annulées en raison de la pandémie de Covid-19 | Épreuves annulées en raison de la pandémie de Covid-19 | Épreuves annulées en raison de la pandémie de Covid-19 | N/A                          |
| ChE                                         | Madonna di Campiglio | —          | —                | Épreuves annulées en raison de la pandémie de Covid-19 | Épreuves annulées en raison de la pandémie de Covid-19 | Épreuves annulées en raison de la pandémie de Covid-19 | N/A                          |
| ChE                                         | Madonna di Campiglio | —          | —                | Épreuves annulées en raison de la pandémie de Covid-19 | Épreuves annulées en raison de la pandémie de Covid-19 | Épreuves annulées en raison de la pandémie de Covid-19 | N/A                          |
| Fin des championnats d'Europe               |                      |            |                  |                                                        |                                                        |                                                        |                              |

### Hommes
| Étape                                       | Lieu                 | Épreuve    | Date             | Vainqueur                                              | Deuxième                                               | Troisième                                              | Leader du classement général |
| ------------------------------------------- | -------------------- | ---------- | ---------------- | ------------------------------------------------------ | ------------------------------------------------------ | ------------------------------------------------------ | ---------------------------- |
| 1                                           | Aussois              | Individuel | 20 décembre 2019 | Robert Antonioli                                       | Matteo Eydallin                                        | Werner Marti                                           | Robert Antonioli             |
| 1                                           | Aussois              | Sprint     | 21 décembre 2019 | Iwan Arnold                                            | Robert Antonioli                                       | Damiano Lenzi                                          | Robert Antonioli             |
| 2                                           | La Massana           | Individuel | 25 janvier 2020  | Xavier Gachet                                          | Robert Antonioli                                       | Michele Boscacci                                       | Robert Antonioli             |
| 2                                           | La Massana           | Vertical   | 26 janvier 2020  | Robert Antonioli                                       | Rémi Bonnet                                            | Werner Marti                                           | Robert Antonioli             |
| 3                                           | Berchtesgaden        | Vertical   | 7 février 2020   | Werner Marti                                           | Rémi Bonnet                                            | Davide Magnini                                         | Robert Antonioli             |
| 3                                           | Berchtesgaden        | Individuel | 8 février 2020   | Davide Magnini                                         | Matteo Eydallin                                        | Nadir Maguet                                           | Robert Antonioli             |
| 3                                           | Berchtesgaden        | Sprint     | 9 février 2020   | Iwan Arnold                                            | Arno Lietha                                            | Robert Antonioli                                       | Robert Antonioli             |
| 4                                           | Zhangjiakou          | —          | —                | Épreuves annulées en raison de la pandémie de Covid-19 | Épreuves annulées en raison de la pandémie de Covid-19 | Épreuves annulées en raison de la pandémie de Covid-19 | N/A                          |
| 4                                           | Zhangjiakou          | —          | —                | Épreuves annulées en raison de la pandémie de Covid-19 | Épreuves annulées en raison de la pandémie de Covid-19 | Épreuves annulées en raison de la pandémie de Covid-19 | N/A                          |
| Championnats d'Europe de ski-alpinisme 2020 |                      |            |                  |                                                        |                                                        |                                                        |                              |
| ChE                                         | Madonna di Campiglio | —          | —                | Épreuves annulées en raison de la pandémie de Covid-19 | Épreuves annulées en raison de la pandémie de Covid-19 | Épreuves annulées en raison de la pandémie de Covid-19 | N/A                          |
| ChE                                         | Madonna di Campiglio | —          | —                | Épreuves annulées en raison de la pandémie de Covid-19 | Épreuves annulées en raison de la pandémie de Covid-19 | Épreuves annulées en raison de la pandémie de Covid-19 | N/A                          |
| ChE                                         | Madonna di Campiglio | —          | —                | Épreuves annulées en raison de la pandémie de Covid-19 | Épreuves annulées en raison de la pandémie de Covid-19 | Épreuves annulées en raison de la pandémie de Covid-19 | N/A                          |
| Fin des championnats d'Europe               |                      |            |                  |                                                        |                                                        |                                                        |                              |